# Палладио, Сэм
Сэм Палла́дио (англ. Sam Palladio) — английский актёр и музыкант. Он известен по роли Ганнара Скотта в американском телесериале «Нэшвилл». Ранее он появился в нескольких британских сериалах и имел второстепенную роль в ситкоме «Эпизоды».

## Фильмография
| Год       |    | Русское название                     | Оригинальное название                   | Роль                  |
| --------- | -- | ------------------------------------ | --------------------------------------- | --------------------- |
| 2010      | с  | Хлопушки                             | Little Crackers                         | Джо Страммер          |
| 2011      | с  | Врачи                                | Doctors                                 | Джейми Лэйкер         |
| 2011      | с  | Час                                  | The Hour                                | рокер                 |
| 2011      | ф  | 7 жизней                             | 7 Lives                                 | Кэлвин                |
| 2012      | с  | Кардинал Бёрнс                       | Cardinal Burns                          | разные роли           |
| 2012      | с  | Гуляют, болтают                      | Walking and Talking                     | Фред                  |
| 2012—2015 | с  | Эпизоды                              | Episodes                                | Сток                  |
| 2012—2018 | с  | Нэшвилл                              | Nashville                               | Ганнар Скотт          |
| 2013      | ф  | Va-банк                              | Runner Runner                           | Шекки                 |
| 2015      | мф | Странные чары                        | Strange Magic                           | Роланд                |
| 2016—2018 | с  | Люди                                 | Humans                                  | Эд                    |
| 2018      | ф  | На месте принцессы                   | The Princess Switch                     | Эдвард                |
| 2019      | с  | Екатерина Великая                    | Catherine the Great                     | Александр Васильчиков |
| 2020      | ф  | На месте принцессы: Новая жизнь      | The Princess Switch: Switched Again     | Эдвард                |
| 2021      | с  | Смутьянка                            | Rebel                                   | Люк Чепмен            |
| 2021      | ф  | На месте принцессы: Роман со звездой | The Princess Switch: Romancing the Star | Эдвард                |

## Дискография

### Альбомы
| Название                                  | Детали релиза                                                                                | Позиции в чартах | Позиции в чартах | Позиции в чартах |
| Название                                  | Детали релиза                                                                                | US               | US Country       | US Soundtracks   |
| ----------------------------------------- | -------------------------------------------------------------------------------------------- | ---------------- | ---------------- | ---------------- |
| The Music of Nashville: Season 1 Volume 1 | - Дата: 11 декабря 2012 года - Лейбл: Big Machine Records - Формат: CD, цифровая дистрибуция | 14               | 3                | 1                |

### Синглы
| Год  | Сингл                                    | Пиковые позиции в чартах | Пиковые позиции в чартах |
| Год  | Сингл                                    | US Country               | US                       |
| ---- | ---------------------------------------- | ------------------------ | ------------------------ |
| 2012 | «If I Didn’t Know Better» (с Клер Боуэн) | 27                       | 102                      |
| 2012 | «I’ll Be There (If You Want Me)»         | -                        | -                        |
| 2012 | «Fade Into You» (с Клер Боуэн)           | 25                       | 92                       |